# Jean-Marie Tillard
Jean-Marie Tillard OP (bürgerlich geboren als Roger Tillard, * 2. September 1927 in Saint-Pierre et Miquelon; † 13. November 2000 in Ottawa) war ein kanadischer katholischer Theologe. Jean-Marie Tillard galt als herausragender Theologe für das Thema Ökumene.

## Leben und Werk
Jean-Marie Tillard begann seine Studien am Collège Saint-Christophe of the Holy Ghost Fathers, einer Ausbildungsstätte der Spiritaner, auf seiner Heimatinsel Saint-Pierre et Miquelon. Er setzte seine Studien bei den Holy Ghost Fathers am Collège Saint-Alexandre in Limbour in der Nähe von Ottawa fort. 1948 erwarb er seinen Bachelor. Im September 1949 wurde er in den Dominikanerorden in Kanada aufgenommen. Seine Profess legte er am 15. September 1950 ab. Er nahm den Ordensnamen Jean-Marie an. Er promovierte 1953 am Angelicum in Rom im Fach Philosophie mit der Dissertation Le bonheur selon la conception de S. Thomas d'Aquin („Das Glück nach der Vorstellung des hl. Thomas von Aquin“) Er studierte Theologie an der Ordenshochschule Le Saulchoir in Frankreich (unter anderem bei Yves Congar), wo er am 3. Juli 1955 zum Priester geweiht wurde. Er kehrte 1957 nach Ottawa zurück und lehrte die Fächer Trinitätstheologie, Christologie und Sakramententheologie.
Jean-Marie Tillards Forschungen konzentrierten sich auf zwei Bereiche der Dogmatik. Von 1961 bis 1965 forschte er zum Thema Theologie des Ordenslebens. Ab 1975 bis zu seinem Lebensende rückte er die Ekklesiologie, und darin besonders das Thema Ökumene, in den Mittelpunkt seiner Forschungen. Er entwarf eine ökumenische Ekklesiologie, die von der jurisdiktionellen Autonomie der Lokalkirche ausging und die durch die partizipative Gemeinschaft in der Treue zur Schrift und Tradition sowie durch entschiedene Weltverantwortung bestimmt war. Er veröffentlichte ca. 20 Monographien und um die 250 Zeitschriftenaufsätze.
Jean-Marie Tillard wurde zu zahlreichen theologischen Forschungsprojekten eingeladen. Er war häufig als theologischer Berater gefragt. Von 1962 bis 1967 fungierte Jean-Marie Tillard als Berater der kanadischen Bischofskonferenz beim Zweiten Vatikanischem Konzil. Äußerst wichtig war sein Mitwirken in verschiedenen ökumenischen Kommissionen. Seit 1969 war er Mitglied der National Commission for the Union of the Roman Catholic and Anglican Churches in Kanada. Seit 1969 war er auch Mitglied der International Joint Commission for the Organic Unity of the Roman Catholic Church and the Anglican Communion in Rom und London. Er war Berater des Sekretariats für die Einheit der Christen in Rom. 1977 wurde er Mitglied der Internationalen Kommission für den Dialog mit den Jüngern Christi in Rom und Indianapolis. 1978 wurde er zum Vizepräsidenten des Ökumenischen Rates der Kirchen in Genf gewählt. 1979 wurde er zum Mitglied der Internationalen Kommission für die Union der orthodoxen und römisch-katholischen Kirchen in Rom und Konstantinopel gewählt. Von 1981 bis 1985 war er Mitglied des Direktionsrates des Ökumenischen Instituts Tantur in Jerusalem.